# Comunele Poloniei

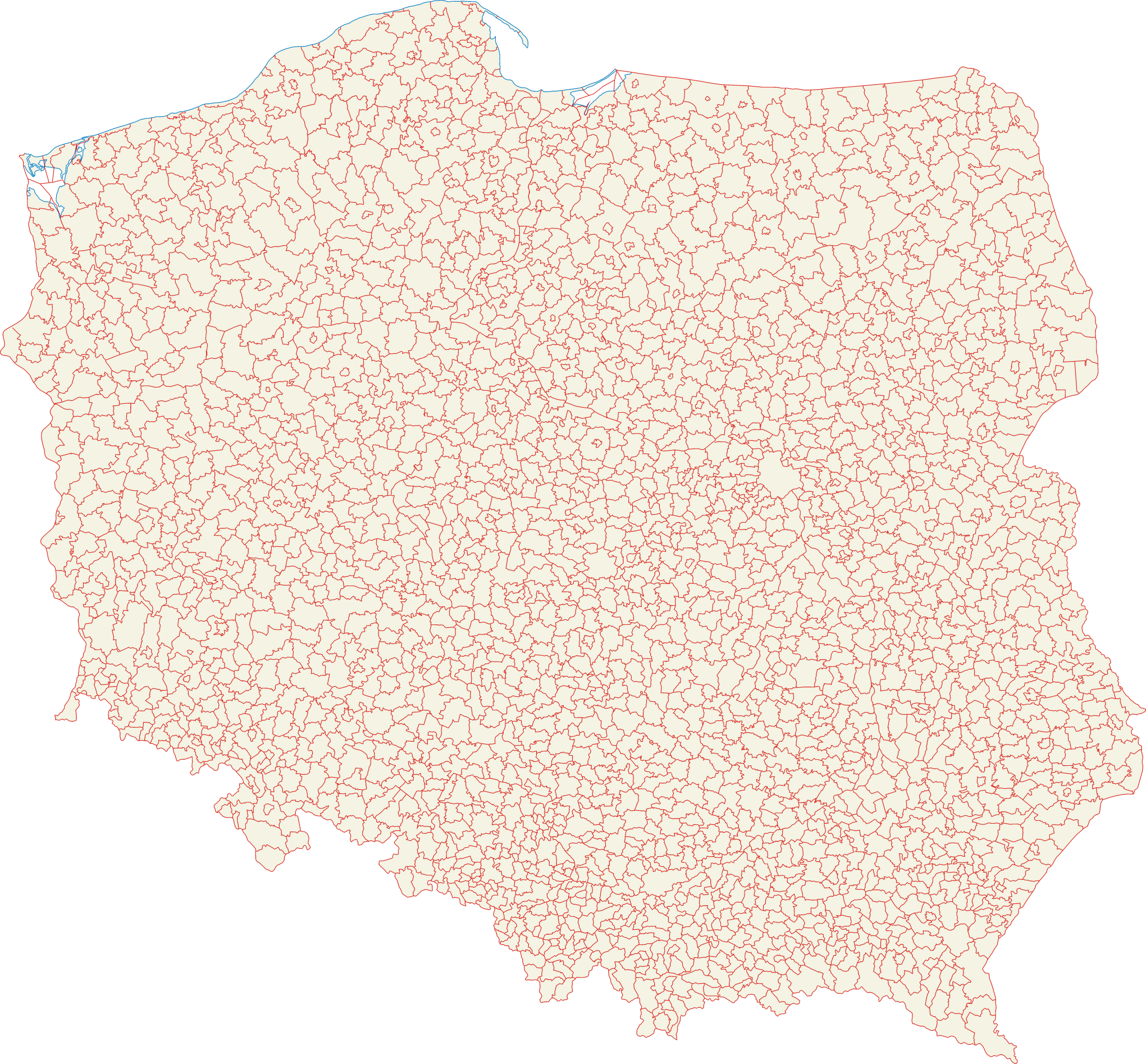
Comunele Poloniei

În Polonia sunt 2.478 de comune. Comunele sunt unitățile principale ale împărțirii administrative a țării. Echivalentul polonez pentru cuvântul „comună” este gmina [ˈgmina], la plural gminy [ˈgminɨ]. Acest cuvânt este derivat din germană Gemeinde, care are același sens.
Există trei tipuri de comune în Polonia:
- comună urbană – formată dintr-un singur oraș.
- comună rurbană – formată dintr-un oraș și aria rurală care îl înconjoară.
- comună rurală – formată din câteva sate.

Comunele rurale pot avea sediul în orașul care  are statutul de comună urbană, spre exemplu comuna Ustka este administrată din orașul Ustka care în același timp este și o comună separată.
Corpul legislativ al comunei este consiliul comunal (în comunele rurale și rurbane, rada gminy) sau consiliul orășenesc (în comunele urbane, rada miasta). Puterea executivă este deținută de președinte (în orașele cele mai mari), burmistrz în restul comunelor urbane și rurbane sau wójt în comunele rurale.
Se pot crea unități administrative auxiliare în cadrul comunelor, care ajută în autoguvernarea locală. De obicei, ele sunt numite sołectwo-uri în comunele rurale și rurbane și cartiere în orașe. Uneori, chiar orașul poate să fie o unitate auxiliară în cadrul comunei rurbane.